# Куртатинское ущелье
Куртатинское ущелье, вариант: Фиагдонское ущелье (осет. Куырттаты ком) — часть исторической территории Осетии, входит в Алагирский район Республики Северная Осетия-Алания. Известно своими историческими и архитектурными осетинскими памятниками.
Куртатинское ущелье, одно из живописнейших в Северной Осетии, имеет протяженность более 50 км. Ущелье образовалось в результате прорыва рекой Фиагдон скальных массивов.
В бывшем горняцком посёлке Верхний Фиагдон расположены администрация местного самоуправления, детский сад, средняя школа, санаторий; на окраине — самый высокогорный монастырь России.
Для Куртатинского ущелья, как и для большинства других горных территорий Северной Осетии, характерен отток населения в экономически более благополучные места (прежде всего в город Владикавказ). Ущелье с XIX века неуклонно теряет своих жителей. Вторая волна массового исхода пришлась на середину XX века. Куртатинцы селились и селятся в разных населённых пунктах равнинной части Северо-Осетинской республики.

## Населённые пункты
- Административный поселок городского типа Верхний Фиагдон
- Хидикус
- Лац
- Харисджин
- Урикау
- Хохы Дзуарикау
- Цмити
- Барзикау
- Даллагкау
- Кора
- Карца
- Тагардон
- Гусыра
- Дзуарикау
- Дзивгис с одноимённой крепостью

Исторические аулы, опустевшие без населения
- Майрамыкау
- Джизи
- Ацонага
- Уаласых
- Кадат
- Фардыгдон

По переписи 2009 года в Куртатинском ущелье проживало 2236 человек.

## Достопримечательности
- Дзивгисская крепость
- Памятник воинам-куртатинцам
- Аланский Успенский монастырь